# USA-10
 (novembre 2024).
La mise en forme du texte ne suit pas les recommandations de Wikipédia : il faut le « wikifier ».
Les points d'amélioration suivants sont les cas les plus fréquents. Le détail des points à revoir est peut-être précisé sur la page de discussion.
- Les titres sont pré-formatés par le logiciel. Ils ne sont ni en capitales, ni en gras.
- Le texte ne doit pas être écrit en capitales (les noms de famille non plus), ni en gras, ni en italique, ni en « petit »…
- Le gras n'est utilisé que pour surligner le titre de l'article dans l'introduction, une seule fois.
- L'italique est rarement utilisé : mots en langue étrangère, titres d'œuvres, noms de bateaux, etc.
- Les citations ne sont pas en italique mais en corps de texte normal. Elles sont entourées par des guillemets français : « et ».
- Les listes à puces sont à éviter, des paragraphes rédigés étant largement préférés. Les tableaux sont à réserver à la présentation de données structurées (résultats, etc.).
- Les appels de note de bas de page (petits chiffres en exposant, introduits par l'outil «  Source ») sont à placer entre la fin de phrase et le point final[comme ça].
- Les liens internes (vers d'autres articles de Wikipédia) sont à choisir avec parcimonie. Créez des liens vers des articles approfondissant le sujet. Les termes génériques sans rapport avec le sujet sont à éviter, ainsi que les répétitions de liens vers un même terme.
- Les liens externes sont à placer uniquement dans une section « Liens externes », à la fin de l'article. Ces liens sont à choisir avec parcimonie suivant les règles définies. Si un lien sert de source à l'article, son insertion dans le texte est à faire par les notes de bas de page.
- La présentation des références doit suivre les conventions bibliographiques. Il est recommandé d'utiliser les modèles {{Ouvrage}}, {{Chapitre}}, {{Article}}, {{Lien web}} et/ou {{Bibliographie}}. Le mode d'édition visuel peut mettre en forme automatiquement les références.
- Insérer une infobox (cadre d'informations à droite) n'est pas obligatoire pour parachever la mise en page.

Pour une aide détaillée, merci de consulter Aide:Wikification.
Si vous pensez que ces points ont été résolus, vous pouvez retirer ce bandeau et améliorer la mise en forme d'un autre article.
USA-10, également connu sous le nom de Navstar 11, GPS I-11 et GPS SVN-11, est un satellite de navigation américain lancé en 1985 dans le cadre du programme de développement du système mondial de positionnement, le GPS. Ce satellite a été le dernier des onze satellites du bloc GPS I (en), une première génération de satellites utilisés pour démontrer la faisabilité de ce système révolutionnaire.
Développé par l’armée américaine, le GPS avait pour mission première de fournir une capacité de navigation en continu et en toutes conditions météorologiques pour les forces militaires terrestres, navales et aériennes. Par la suite, ce système est également devenu crucial dans le domaine civil, avec des applications allant de la navigation récréative plaisance, aviation, randonnée au suivi de flottes de véhicules d’entreprises.
Construit par Rockwell International, USA-10 est un satellite stabilisé sur trois axes, équipé de roues pour orienter ses panneaux solaires et capter plus de 400 watts d’énergie. Lancé à bord d’une fusée Atlas E (en) depuis la base de Vandenberg, il a rejoint une orbite terrestre moyenne semi-synchrone en utilisant son moteur d’apogée. Bien que sa durée de vie opérationnelle ait été estimée à 5 ans, USA-10 est resté en service pendant 8,5 ans, jusqu’en 1994. Sa mission a contribué à tester et valider les performances du GPS, ouvrant la voie à une seconde génération de satellites pour étendre la couverture et la fiabilité du système à l’échelle mondiale.

## Historique
- 9 octobre 1985 : Lancement de USA-10 depuis le complexe de lancement SLC-3W (en) à la base de Vandenberg, à bord d'une fusée Atlas E équipée d'un étage supérieur SGS-2.
- 9 octobre 1985 : Le satellite est placé en orbite de transfert.
- 8 novembre 1985 : USA-10 atteint une orbite terrestre moyenne semi-synchrone avec un périgée de 19 829 km, un apogée de 20 532 km, une inclinaison de 63° 40′, et une période orbitale de 717,90 min. Il commence officiellement son service dans la constellation GPS de démonstration.
- 1985-1994 : Le satellite émet le signal PRN 03 pour la constellation de démonstration du GPS, contribuant aux essais et à la mise en œuvre du système.
- 14 avril 1994 : Retrait de USA-10 du service opérationnel, après 8,5 ans de mission, soit bien au-delà de sa durée de vie prévue de 5 ans.

## Caractéristiques
- Type de mission : Navigation et technologie
- Opérateur : U.S. Air Force
- COSPAR ID (en) : 1985-093A
- SATCAT (en) : 16129
- Durée de mission : 5 ans (prévue), 8,5 ans (réalisée)
- Type de satellite : GPS Block I (en)
- Fabricant : Rockwell Space Systems (en)
- Masse au lancement : 758 kg
- Dimensions : 5,3 mètres (panneaux solaires déployés)
- Puissance : 400 watts
- Date de lancement : 9 octobre 1985, 2 h 53 UTC
- Lanceur : Atlas E SGS-2 (en) / (Atlas-55E)
- Site de lancement : Vandenberg SLC-3W (en),
- Contrat de lancement : General Dynamics
- Entrée en service : 8 novembre 1985
- Fin de service : 14 avril 1994

### Caractéristiques orbitales
- Type d'orbite : Orbite géocentrique, semi-synchrone
- Altitude au périgée : 19 829 km
- Altitude à l'apogée : 20 532 km
- Inclinaison : 63° 40′
- Période orbitale : 717,90 min

### Informations supplémentaires
- Programme : Global Positioning System (GPS)
- Mission précédente : USA-5 (en) (Navstar 10)
- Mission suivante : USA-35 (en) (Navstar 12)